# Гіберніанс
«Гіберніанс» — мальтійський футбольний клуб з міста Паола. «Гіберніанс», вигравши 13 чемпіонатів Мальти і 10 національних кубків, є одним із найсильніших клубів своєї країни. «Гіберніанс» — єдиний клуб, який жодного разу не покидав вищий дивізіон чемпіонату Мальти і брав участь у всіх чемпіонатах Мальти з початку їх проведення. Став першим мальтійським клубом (у 1961 році), який зіграв у єврокубках. Серед матчів клубу в єврокубках виділяються дві нульові ничиї з такими грандами європейського футболу, як «Манчестер Юнайтед» у 1967 році та «Реал» Мадрид у 1970-му. Найвище досягнення клубу у єврокубках — 2-й кваліфікаційний раунд Ліги чемпіонів у сезонах 2002–2003 та 2017–2018.

## Досягнення
- Чемпіон Мальти (13): 1960/61, 1966/67, 1968/69, 1978/79, 1980/81, 1981/82, 1993/94, 1994/95, 2001/02, 2008/09, 2014/15, 2016/17, 2021/22
- Володар Кубка Мальти (11): 1961–62, 1969–70, 1970–71, 1979–80, 1981–82, 1997–98, 2005–06, 2006–07, 2011–12, 2012–13, 2024–25
- Володар Суперкубка Мальти (4): 1993/94, 2007, 2015, 2022
- Володар Кубка Кассара (2): 1962, 1963

## Виступи в єврокубках
| Сезон   | Змагання                     | Раунд | Клуб               | Вдома        | На виїзді | Разом   |  |
| ------- | ---------------------------- | ----- | ------------------ | ------------ | --------- | ------- |  |
| 1961–62 | Кубок Європейських чемпіонів | КР    | Серветт            | 1–2          | 0–5       | 1–7     |  |
| 1967–68 | Кубок Європейських чемпіонів | 1Р    | Манчестер Юнайтед  | 0–0          | 0–4       | 0–4     |  |
| 1968–69 | Кубок ярмарків               | 1Р    | Аріс Салоніки      | 0–6          | 0–1       | 0–7     |  |
| 1969–70 | Кубок Європейських чемпіонів | 1Р    | Спартак Трнава     | 2–2          | 0–4       | 2–6     |  |
| 1970–71 | Кубок володарів кубків       | 1Р    | Реал Мадрид        | 0–0          | 0–5       | 0–5     |  |
| 1971–72 | Кубок володарів кубків       | ПР    | Аустрія Відень     | 4–2          | 0–2       | 4–4 (г) |  |
| 1979–80 | Кубок Європейських чемпіонів | 1Р    | Дандолк            | 1–0          | 0–2       | 1–2     |  |
| 1981–82 | Кубок Європейських чемпіонів | 1Р    | Црвена Звезда      | 1–2          | 1–8       | 2–10    |  |
| 1982–83 | Кубок Європейських чемпіонів | 1Р    | Відзев             | 1–4          | 1–3       | 2–7     |  |
| 1994–95 | Кубок УЄФА                   | ПР    | Динамо Мінськ      | 4–3 (дод.ч.) | 1–3       | 5–6     |  |
| 1995–96 | Кубок УЄФА                   | ПР    | Чорноморець        | 2–5          | 0–2       | 2–7     |  |
| 2001    | Кубок Інтертото              | 1Р    | Заглембє Любін     | 1–0          | 0–4       | 1–4     |  |
| 2002–03 | Ліга чемпіонів               | 1КР   | Шелбурн            | 2–2          | 1–0       | 3–2     |  |
| 2002–03 | Ліга чемпіонів               | 2КР   | Боавішта           | 3–3          | 0–4       | 3–7     |  |
| 2003    | Кубок Інтертото              | 1Р    | Алліанссі          | 1–1          | 0–1       | 1–2     |  |
| 2004    | Кубок Інтертото              | 1Р    | Славен Белупо      | 2–1          | 0–3       | 2–4     |  |
| 2005–06 | Кубок УЄФА                   | 1КР   | Омонія             | 0–3          | 0–3       | 0–6     |  |
| 2006–07 | Кубок УЄФА                   | 1КР   | Динамо Бухарест    | 0–4          | 1–5       | 1–9     |  |
| 2007–08 | Кубок УЄФА                   | 1КР   | Воєводина          | 0–2          | 1–5       | 1–7     |  |
| 2008    | Кубок Інтертото              | 1Р    | Гориця             | 0–3          | 0–0       | 0–3     |  |
| 2009–10 | Ліга чемпіонів               | 1КР   | Могрен             | 0–2          | 0–4       | 0–6     |  |
| 2012–13 | Ліга Європи                  | 1КР   | Сараєво            | 4–4          | 2–5       | 6–9     |  |
| 2013–14 | Ліга Європи                  | 1КР   | Воєводина          | 1–4          | 2–3       | 3–7     |  |
| 2014–15 | Ліга Європи                  | 1КР   | Спартак Трнава     | 2–4          | 0–5       | 2–9     |  |
| 2015–16 | Ліга чемпіонів               | 2КР   | Маккабі Тель-Авів  | 2–1          | 1–5       | 3–6     |  |
| 2016–17 | Ліга Європи                  | 1КР   | Спартак Трнава     | 0–3          | 0–3       | 0–6     |  |
| 2017–18 | Ліга чемпіонів               | 1КР   | ФКІ Таллінн        | 2–0          | 1–0       | 3–0     |  |
| 2017–18 | Ліга чемпіонів               | 2КР   | Ред Булл Зальцбург | 0–3          | 0–3       | 0–6     |  |
| 2019–20 | Ліга Європи                  | 1КР   | Шахтар Солігорськ  | 0–1          | 0–1       | 0–2     |  |
| 2020–21 | Ліга Європи                  | 1КР   | Вадуц              | Н/Д          | 2–0       | Н/Д     |  |
| 2020–21 | Ліга Європи                  | 2КР   | Фегервар           | 0–1          | Н/Д       | Н/Д     |  |
| 2021–22 | Ліга чемпіонів               | 1КР   | Флора              | 0–3          | 0–2       | 0–5     |  |
| 2021–22 | Ліга конференцій             | 2КР   | Фольгоре           | 4–2          | 3–1       | 7–3     |  |
| 2021–22 | Ліга конференцій             | 3КР   | Рига               | 1–4 (дод.ч.) | 1–0       | 2−4     |  |
| 2022–23 | Ліга чемпіонів               | 1КР   |                    |              |           |         |  |